# Andrija Vukčević
 (novembre 2019).
Andrija Vukčević, né le 11 octobre 1996 à Podgorica au Monténégro, est un footballeur monténégrin. Il évolue au poste d'arrière gauche à Preston North End.

## Biographie
Andrija Vukčević officie à plusieurs reprises comme capitaine de l'équipe du Monténégro espoirs. Avec cette sélection, il inscrit un but contre le Luxembourg en octobre 2018, lors des éliminatoires de l'Euro espoirs 2019.
Avec le club du Spartak Subotica, il joue 50 matchs en première division serbe, inscrivant un but.

## Palmarès
- Vice-champion du Monténégro en 2016 avec le Budućnost Podgorica